# Tarare
Tarare es una comuna francesa situada en el departamento del Ródano, de la región de Auvernia-Ródano-Alpes. Es la cabecera (bureau centralisateur) y mayor población del cantón de su nombre.

## Geografía
Situada a 40 kilómetros en el noroeste de Lyon, la comuna de Tarare  se extiende sobre una superficie de 1399 hectáreas.

## Demografía
| 12 131 | 12 296 | 12 045 | 10 822 | 10 720 | 10 420 | 10 673 | 10 814 |
| Para los censos de 1962 a 1999 la población legal corresponde a la población sin duplicidades (Fuente: INSEE [Consultar]) |        |        |        |        |        |        |        |